# Estadio General San Martín (Mar del Plata)
El Estadio General San Martín fue un estadio ubicado en la ciudad de Mar del Plata, el más importante hasta la apertura del Estadio José María Minella en 1978. 
Su propietario era la Liga Marplatense de Fútbol y estaba ubicado en la intersección de la Avenida Champagnat y la calle Alvarado, en la entrada de la ciudad.

## Inauguración
Inaugurado el 4 de mayo de 1952, este estadio fue el escenario de los partidos más trascendentes de la Liga local, de los primeros torneos de verano que se organizaron en la ciudad la década de 1960, y de los encuentros que disputaban los clubes locales (Aldosivi, Alvarado, San Lorenzo, Kimberley y Círculo Deportivo de Otamendi) en los antiguos Campeonatos Nacionales y sus torneos clasificatorios. 

### Eventos
En sus cuatro décadas de vida el General San Martín recibió a los más importantes clubes argentinos y extranjeros y hasta a la Selección Nacional durante su preparación para el Mundial, y fue escenario de hechos históricos. Por ejemplo: una placa ubicada en la vieja entrada recuerda que allí marcó sus dos primeros goles oficiales Diego Armando Maradona, en un encuentro entre su equipo de entonces, Argentinos Juniors, y San Lorenzo de Mar del Plata.

## Decadencia
Luego de la inauguración del estadio Mundialista fue perdiendo importancia, hasta que su propietario decidió venderlo, siendo demolido en enero de 1996. En el predio del estadio se ubica actualmente un hipermercado y una compañía de fletes. Se mantiene en pie la vieja entrada, con las tradicionales estatuas de dos jugadores en relieve, la placa conmemorativa y una reja protectora.